# Mike McKone
Mike (ovvero Michael) McKone (...) è un fumettista britannico, prevalentemente attivo come disegnatore di albi supereroistici.
I suoi primi lavori per le maggiori case editrici furono Justice League of America e Justice League International per la DC Comics e The Punisher War Zone per la Marvel Comics. È stato però il suo lavoro sugli Exiles che lo ha portato all'attenzione del pubblico, e lo ha portato a lavorare su due serie regolari importanti della DC e della Marvel come Teen Titans e Fantastic Four.

### DC Comics
- Adventures of Superman n. 579
- DCU Heroes Secret Files n. 1
- Detective Comics n. 623
- Green Lantern vol. 2 80-Page Giant n. 2
- JLA: Secret Society of Super-Heroes nn. 1-2
- JSA All Stars n. 4
- Justice League America/International nn. 25,28,41-42,Annual 4
- Justice League Quarterly nn. 3,5
- L.E.G.I.O.N. Annual nn. 2-3
- Legion Worlds n. 6
- Mister Miracle vol. 2 n. 6
- Parallax: Emerald Night n. 1
- Secret Files & Origins Guide to DC Universe 2000 n. 1
- Superman vol. 2 nn. 151-153
- Superman Vs. Darkseid n. 1
- Tangent Comics 97: Metal Men n. 1
- Teen Titans vol. 3 nn. 1-6,9-12,16-19,21-23
- Titans Secret Files n. 1
- Vext nn. 1-6

### Image Comics
- Spartan: Warrior Spirit nn. 1-4

### Marvel Comics
- Exiles nn. 1-4,7-10,12-15,18-19
- Fantastic Four nn. 527-534,536-539
- Big Town nn. 1-4
- Heroes Reborn: Doom n. 1
- Punisher: War Zone nn. 11-14
- The Mighty Thor vol. 2 n. 14
- X-Men: Prime n. 1
- X-Men Unlimited n. 3